# Alice Robbe
Alice Robbe (* 10. Mai 2000 in Cherbourg-Octeville) ist eine französische Tennisspielerin.

## Karriere
Robbe spielt bislang vorrangig Turniere der ITF Women’s World Tennis Tour, wo sie bislang drei Titel im Einzel und acht Titel im Doppel gewonnen hat.
Bei der Sommer-Universiade 2019 gewann sie mit ihrem Partner Ronan Joncour die Bronzemedaille.

## Turniersiege

### Einzel
| Nr. | Datum          | Turnier         | Kategorie | Belag     | Finalgegnerin    | Ergebnis |
| --- | -------------- | --------------- | --------- | --------- | ---------------- | -------- |
| 1.  | 22. Mai 2022   | Montemor-o-Novo | ITF W25   | Hartplatz | Pemra Özgen      | 6:1, 6:2 |
| 2.  | 9. April 2023  | Bujumbura       | ITF W25   | Sand      | Sada Nahimana    | 6:1, 6:4 |
| 3.  | 16. April 2023 | Bujumbura       | ITF W25   | Sand      | Jasmijn Gimbrère | 6:1, 6:2 |

### Doppel
| Nr. | Datum            | Turnier    | Kategorie | Belag             | Partnerin           | Finalgegnerinnen                           | Ergebnis         |
| --- | ---------------- | ---------- | --------- | ----------------- | ------------------- | ------------------------------------------ | ---------------- |
| 1.  | 20. März 2021    | Bratislava | ITF W15   | Hartplatz (Halle) | Elena Malõgina      | Nina Potočnik Iva Primorac                 | 7:62, 6:2        |
| 2.  | 27. März 2021    | Bratislava | ITF W15   | Hartplatz (Halle) | Elena Malõgina      | Tereza Smitková Veronika Vlkovská          | 3:6, 6:3, [10:5] |
| 3.  | 23. Juli 2022    | Darmstadt  | ITF W25   | Sandplatz         | Elena Malõgina      | Jéssica Bouzas Maneiro Leyre Romero Gormaz | 7:5, 7:5         |
| 4.  | 5. November 2022 | Trnava     | ITF W25   | Hartplatz (Halle) | Jekaterina Makarowa | Katarína Kužmová Anna Sisková              | 6:3, 7:5         |
| 5.  | 16. März 2024    | Montreal   | ITF W15   | Hartplatz (Halle) | Jessie Aney         | Ashton Bowers Zuzanna Pawlikowska          | 5:7, 6:3, [10:3] |
| 6.  | 15. Februar 2025 | Manacor    | ITF W15   | Hartplatz         | Merel Hoedt         | Jialin Tian Laura Mair                     | 7:63, 6:2        |
| 7.  | 10. Mai 2025     | Nottingham | ITF W35   | Hartplatz         | Arlinda Rushiti     | Naiktha Bains Holly Hutchinson             | 3:6, 6:4, [10:5] |
| 8.  | 14. Juni 2025    | Guimarães  | ITF W50   | Hartplatz         | Ankita Raina        | Hiromi Abe Kanako Morisaki                 | 1:6, 6:4, [10:8] |